# Хоменков, Леонид Сергеевич
Леонид Сергеевич Хоменков (1913—1998) — советский спортивный организатор, спортсмен и тренер. Мастер спорта СССР, заслуженный тренер СССР (1956).
Доктор педагогических наук, профессор. Автор и составитель учебников по легкой атлетике для физкультурных вузов, а также ряда пособий и методических разработок по легкой атлетике. Сыграл заметную роль в становлении Владимира Куца как спортсмена.

## Биография
Родился 9 ноября 1913 года в селе Озёры Московской губернии (ныне — город Московской области).
Окончил Государственный Центральный ордена Ленина институт физической культуры (ГЦОЛИФК) в 1939 году. В 1949—1953 годах был государственным тренером по легкой атлетике Спорткомитета СССР, в 1953—1954 годах — начальник отдела легкой атлетики, начальник управления массовых видов спорта, заместитель председателя Центрального совета Союза спортивных обществ и организаций СССР. В 1969—1971 годах Леонид Хоменков был проректором ГЦОЛИФК, в 1971—1974 годах директор Всесоюзного научно-исследовательского института физической культуры (ВНИИФК).
Л. С. Хоменков был инициатор создания (1955), а затем — главным редактором журнала «Лёгкая атлетика» (по 1962 год). В 1974 году он был главным редактором журнала «Научно-спортивный вестник» ВНИИФК. Много лет был членом, вице-президентом и почётным вице-президентом Международной ассоциации легкоатлетических федераций (IAAF).
Умер 21 марта 1998 года в Москве. Похоронен на Преображенском кладбище, где позже рядом с ним была похоронена жена — Нина Хоменкова. Здесь же похоронен покончивший жизнь самоубийством сын Леонида Хоменкова — Василий (1947—1976), легкоатлет, на тот момент женатый на Татьяне Тарасовой.
В первом браке у Леонида Сергеевича Хоменкова было двое детей.
Внуки: близнецы Сергей и Елена — дети Василия Хоменкова и Марины Викторовны Чувыриной (род. 1947) — его первой жены, теннисистки, мастер спорта СССР международного класса (1973), чемпионки СССР.

## Награды
- Орден Трудового Красного Знамени (16.09.1960) — за успешные выступления в XVII летних и VIII зимних Олимпийских играх 1960 года, а также за выдающиеся спортивные достижения[8]
- Орден «Знак Почёта» (27.04.1957) — «за успехи, достигнутые в деле развития массового физкультурного движения в стране, повышения мастерства советских спортсменов, и успешное выступление на международных соревнованиях»
- Олимпийский орден МОК[1]
- Серебряный крест «За заслуги в спорте» (Финляндия, 1964)[9]